# Francisco Moacyr de Vasconcellos
Francisco Moacyr de Vasconcellos (1918 — Rio de Janeiro, 2 de março de 1996) foi um professor e engenheiro brasileiro. Foi diretor-geral do Departamento Nacional de Produção Mineral (DNPM) e presidente da Sociedade Brasileira de Geologia (SBGeo).

## Biografia
Em 1942, concluiu o curso de Engenharia de minas e civil pela Escola Nacional de Minas e Metalurgia, hoje parte da Universidade Federal de Ouro Preto.
Começou a carreira com trabalhos de pesquisa mineral no Nordeste, inclusive água subterrânea e, por 10 anos, trabalhou com mineração de fosforite em Olinda.
Foi professor, entre 1959 e 1961, no curso de engenharia de minas da Escola de Engenharia da Universidade Federal de Pernambuco (UFPE).
Foi também, entre outros, assessor e diretor-geral do Departamento Nacional de Produção Mineral (DNPM, 1966–1970), diretor de operações da Companhia de Pesquisa de Recursos Minerais (CPRM, 1970–1973) e presidente da Sociedade Brasileira de Geologia (SBGeo). Também foi membro do Conselho Deliberativo da Superintendência do Desenvolvimento do Nordeste (Sudene), do Conselho Nacional de Minas e no Grupo Executivo da Indústria de Mineração (GEIMI).
Possui mais de 50 trabalhos publicados e teve participação de destaque na elaboração e implantação do "Plano Mestre Decenal para Avaliação dos Recursos Minerais do Brasil" (1965–1974) e na Comissão de Elaboração do Projeto do "Código de Mineração" (1966–1967). Propôs ao ministro das Minas e Energia, José Costa Cavalcanti, e conduziu as negociações para um acordo entre a então Companhia Vale do Rio Doce (CVRD) e a Companhia Meridional de Mineração sobre as jazidas de ferro dos Carajás.
Em 1973, recebeu a medalha de ouro "José Bonifácio de Andrada e Silva" da Sociedade Brasileira de Geologia, em reconhecimento pela inestimável contribuição à geologia nacional e, em 1981, a medalha de ouro "José Ermírio de Moraes" do Núcleo Nordeste.